# Печать Оклахомы
Большая печать штата Оклахома (англ. The Great Seal of the State of Oklahoma) — один из государственных символов штата Оклахома, США.

## Описание
Государственная печать штата Оклахома представляет собой заключённую в круге пятиконечную звезду и содержит шесть небольших печатей:
- В центре звезды находится печать прежней Территории Оклахома с надписью на латинском языке «Labor Omnia Vincit» (лат. «Труд всё побеждает»). Знаменующая собой правосудие и государственную власть фигура Колумбии находится между стоящим справа фермером эпохи раннего освоения земель и американским индейцем, стоящим слева от неё. Рукопожатие индейца и фермера на фоне Колумбии символизирует равные права между коренными жителями и поселенцами как в самом штате Оклахома, так и на уровне Федерального правительства страны. Перед стоящими фигурами находится рог изобилия, вся композиция окружена оливковыми ветвями — символом прогресса и цивилизации.Большая печать несозданного штата Секвойя[1]

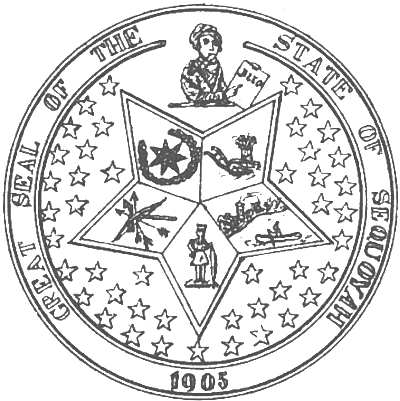
Большая печать несозданного штата Секвойя

- Пять лучей звезды государственной печати штата Оклахома содержат изображения символики Пяти цивилизованных племён — чероки, чикасо, чокто, маскогов, семинолов, имеющих значительное распространение в штате Оклахома и в наши дни.
  - В верхнем левом луче находится изображение печати чероки, состоящее из большой семиконечной звезды, окружённой венком из дубовых листьев. Семь лучей звезды олицетворяют семь древних кланов этого индейского народа, дубовый венок — процесс поддержания священного огня у древних чероки при помощи веток лиственных деревьев, широко распространённых в районах прежнего местожительства индейцев. Дуб, как источник священного огня, символизировал у чероки силу и вечную жизнь.
  - Верхний луч занимает символика племени чикасо, представляющая собой индейского воина в полном облачении с двумя стрелами в правой руке, длинным луком в левой и большим круглым щитом на плече. Две стрелы символизируют две основные фратрии народа — Испанскую и Пантеры[2], лук и щит воина означают его происхождение из «Дома воинов».
  - Печать народа чокто расположена в правом верхнем луче Большой печати штата Оклахома и содержит изображения лежащих вместе ненатянутого лука, трёх стрел и предмета, объединяющего в себе две противоположности — томагавк и курительную трубку мира. Несмотря на свою мирную в целом историю, чокто имели хорошую военную подготовку и надлежащим образом защищали свои поселения от врагов. Незаряжённый лук также с одной стороны олицетворяет отсутствие воинственных побуждений, с другой — готовность к оборонительным действиям. Три стрелы символизируют трёх главных вождей народа чокто.
  - В левом нижнем луче находится печать народа маскогов, состоящая из снопа пшеницы и сельскохозяйственного плуга — символов процветания народа, с древнейших времён и по настоящее время занимавшегося земледелием на своих территориях.
  - В правом нижнем луче звезды расположена печать народа семинолов, состоящая из изображения украшенного перьями индейца, причаливающего на каноэ к берегу озера близ торговой стоянки. Сцена представляет собой древние традиции народа по сбору, хранению и продаже или обмену растений, использовавшихся в дальнейшем в священных ритуалах племени. Изображение на печати призвано показать мир и изобилие народа семинолов.

Вокруг большой звезды на государственной печати штата Оклахома расположены 45 небольших белых звёзд, количество которых означает число американских штатов, входивших в состав США на момент присоединения штата Оклахома. 46-я по счёту большая звезда представляет собой сам штат.